# Kasteel Mariahove
Kasteel Mariahove is een kasteel in het Belgische dorp Bellem. Het kasteel staat ten zuidoosten van het dorpscentrum langs de Mariahovelaan, de weg naar Hansbeke.

## Geschiedenis
De oorsprong van het domein gaat terug tot het midden van de 16e eeuw toen de Gentse familie Rijm eigenaar was van de heerlijkheid Bellem. Via Maria-Anna Rijm (1707-1739,) de enige dochter en de erfgename en laatste naamdraagster van de familie Rijm, kwam het domein in bezit van haar echtgenoot Lodewijk-Frans, prins de Montmorency (+1736). In 1808 verkocht prinses Louisa de Montmorency het kasteeldomein van Bellem aan de Gentse textielbaron Jacob Lieven van Caneghem (1764-1847). Het huidige kasteel werd gebouwd in 1815 naar de plannen van architect Bruno Renard (1781-1861). Jacob Lieven van Caneghem is trouwens in Bellem begraven. Buiten Bellem, heeft hij in Gent een kliniek voor blinden gebouwd; vandaag is dit een het kantoorgebouw van de firma Arch&Teco.
Dochter Jeanne van Caeneghem (1789-1867) was gehuwd met Eugène Joseph de Naeyer (1786-1843), hun dochter Elise de Naeyer was de moeder van Alice Marie de Kerchove. Zij was de betovergrootmoeder van prinses Mathilde van België. Rond 1860 kreeg het kasteel zijn neoclassicistisch en huidig uitzicht. De familie de Kerchove en nadien Crombrugghe de Picquendale leverden de burgemeester van Bellem van 1878 tot 1921 en van 1939 tot 1970. Jeanne had nog 2 andere dochters, de ene trouwde met de graaf t'Kint (kasteel Ooidonck) en de andere met Baron van der Bruggen (Blauw Huis te Wingene).  
De familie de Kerchove bleef er wonen tot in 1965, toen het overgedragen werd aan het Verbond der Kloosterzusters van het bisdom Gent. Pas dan kreeg het de naam Mariahove, om gebruikt te worden als bezinnings- en studieruimte. De laatste residerende familie bouwde binnen het domein een nieuwe villa en ging er zelf wonen.
In 1996 werd het kasteelpark en de vijver beschermd als monument en de hele omgeving met het kasteel en de kerk van Bellem als dorpsgezicht.
In de villa "Le Pavillon" - die gebouwd werd in de jaren 60 wat verder in het Bellemse domein - overleed op 17 mei 2006 barones Anne-Marie de Kerchove d'Exaerde; geboren in 1902 werd ze 104 jaar oud. Ze was de kleindochter van gouverneur Baron Raymond de Kerchove d'Exaerde en Valentine de Kerchove, deze laatste was de zus van Alice de Kerchove. De eeuwelinge was in 1924 getrouwd met baron Guy de Crombrugghe de Picqendaele (1901-1997), burgemeester van Bellem, met wie ze vijf kinderen had en een talrijk nageslacht. Met haar stierf deze familietak van de familie de Kerchove d'Exaerde uit.
Vanaf 2011 wacht het domein Mariahove een grondige restauratiebeurt. De kosten worden gedragen door de vzw Mariahove, de gemeente Aalter, de provincie Oost-Vlaanderen en de Vlaamse Overheid.
In 2017 werd het domein verkocht aan een kleinzoon van Baron Guy de Crombrugghe de Picqendaele (Baron Amaury de Crombrugghe de Picqendaele). In oktober 2017 hebben de laatste twee zusters het klooster verlaten en zijn teruggekeerd naar het moederklooster in Opbrakel.